# Comté de Sweet Grass
Le comté de Sweet Grass est un des 56 comtés de l’État du Montana, aux États-Unis. En 2010, la population était de 3 651 habitants. Son siège est Big Timber.

## Géolocalisation
| Comté de Meagher | Comté de Wheatland   | Comté de Golden Valley |
| Comté de Park    | Comté de Sweet Grass |                        |
|                  |                      | Comté de Stillwater    |

## Principale ville
- Big Timber